# Daniel Enestubbe
Per Daniel Enestubbe, född 28 april 1972, svensk sportjournalist och författare verksam på Smålandsposten i Växjö.

## Böcker i urval
- Det svenska målvaktsundret, 2014
- Guldhjälmen, tillsammans med Jakob Silfverberg, 2012
- Sagan om Växjö Lakers : historien om klubbens resa från botten till toppen, 2015
- SHL, 2015
- Svenskarna som vunnit Stanley Cup, 2011